# Слаїм
Слаї́м (рос. Слаим, ерз. Слаим) — село у складі Торбеєвського району Мордовії, Росія. Входить до складу Кажлодського сільського поселення.
Населення — 138 осіб (2010; 170 у 2002).
Національний склад станом на 2002 рік:
- росіяни — 80 %